# 요하나 폰 외스터라이히 여대공
오스트리아의 요하나(독일어: Johanna von Österreich, 이탈리아어: Giovanna d'Austria) 또는 요하나 폰 합스부르크(Johanna von Habsburg, 1547년 1월 24일 ~ 1578년 4월 10일)는 토스카나 대공 프란체스코 1세 데 메디치의 아내로 신성 로마 제국의 황제 페르디난트 1세의 막내딸이다. 그녀의 장성한 둘째 딸 마리 드 메디시스는 프랑스 왕 앙리 4세의 두번째 왕비가 되었다.

## 생애

### 출생
아버지는 신성 로마 제국의 황제 페르디난트 1세이고 어머니는 보헤미아와 헝가리의 안나이다. 이들 사이에서 4남 11녀 중 막내딸로 태어났다. 어머니는 요하나가 태어나고 삼일 후에 사망하였다. 형제로는 신성 로마 제국 황제 막시밀리안 2세, 폴란드 왕비 엘리자베타 등이 있다.
그녀의 친조부모는 카스티야의 펠리페 1세와 카스티야의 후아나이다. 그녀의 외조부모는 보헤미아 및 헝가리의 블라디슬라프 2세 국왕과 푸아캉달레의 안나이다. 요하나는 아버지를 통해 이사벨라 1세와 마리 드 부르고뉴의 후손이기도 하다.

### 결혼
요하나는 1565년 12월 18일 토스카나 대공 프란체스코 1세와 피렌체에서 결혼했다. 결혼생활은 행복하지 못했다. 그녀는 평범한 외모에 차가운 성격의 소유자인데다가 지나치게 오스트리아 합스부르크 가문 출신이라는 자부심만 대단하여 노골적으로 피렌체인들을 업신여겼다. 남편 프란체스코는 그녀에게 무관심했으며 피렌체 인들은 오스트리아 출신인 그녀를 좋아하지 않았다.
남편은 정부 비앙카 카펠로를 좋아했고, 요하나 앞에서도 카펠라에게 애정을 표현하며 들어내놓고 요하나를 무시했다. 요하나는 기회가 있을 때마다 오빠 황제 막시밀리안 2세에게 남편에 대한 불만을 토로했다. 이로인해 부부간에 끊임없이 갈등하였고 그녀는 피렌체 생활에 적응하지 못하고 향수병에 시달렸다.
그녀의 시아버지 코시모 1세 데 메디치는 요하나에게 상당히 다정하게 대했고 그녀를 위해 여러 가지 배려를 아끼지 않았다. 그는 베키오 궁전의 뜰을 특별히 장식하였는데, 이 벽화들은 바사리의 제자들에 의해 오스트리아의 도시 벽화로 그려졌고, 베로키오의 돌고래 분수가 그려진 푸토는 로렌조 데 메디치가 정원에 설치한 카레기 빌라에서 가져온 것이다.
그녀는 남편과의 사이에서 일곱 명의 자녀를 두었지만 대부분이 어려서 죽었고 유년기를 무사히 넘긴 것은 만토바 공작 부인 엘레오노라 데 메디치와 프랑스 국왕 앙리 4세의 왕비가 된 마리 드 메디시스뿐이었다.

### 사망
1578년 4월 10일, 여덟 번째 아이를 임신한 요하나는 계단에서 굴러 떨어졌다. 몇 시간 후, 그녀는 아들을 낳았으나 아이는 곧 죽었다. 그리고 그녀 또한 다음날 4월 11일에 사망했다. 사후에 그녀의 남편이 정부 비앙카 카펠로와 결혼하기 위해 살해했다는 루머가 나돌았다. 그러나 현대에 들어 의학적인 조사를 실시한결과 출산으로 인한 사망으로 공식 보고되었다. 아이가 팔을 먼저 내밀었고, 요하나는 자궁 파열로 고생했다고 한다. 요하나는 척추 측만증을 앓고 있었기에 척추와 골반이 심하게 변형되어 있었다. 그녀의 골반 상태로 볼때 출산시 매우 힘들었을 것이라고 한다.
그녀가 사망한후 남편 프란체스코 1세는 1576년에 그의 사생아를 낳았던 정부 비앙카 카펠로와 결혼하였다. 남편 프란체스코 1세가 1587년 사망한후에 토스카나 대공의 자리는 시동생인 페르디난도 1세에게 세습되었다.

## 자녀
프란체스코 1세와의 결혼을 통해서 총 일곱 명의 아이가 태어났으나 장성한 자녀는 두 딸 뿐이다.
- 엘레오노라 데 메디치 (1566년 3월 1일 – 1611년 9월 9일), 만토바 공 빈첸초 곤차가(1582-1612)와 결혼하였다.[6]
- 로몰라 (1568년 11월 20일 – 1568년 12월 2일)
- 안나 데 메디치 (1569년 12월 31일 – 1584년 2월 19일)
- 이사벨라 (1571년 9월 30일 – 1572년 8월 8일)
- 루크레치아 (1572년 11월 7일 – 1574년 8월 14일)
- 마리 드 메디시스 (1573년 – 1642년), 1600년 앙리 4세와 결혼하여 프랑스의 왕비가 되었다.
- 필리포 데 메디치 (1577년 5월 20일 – 1582년 3월 29일)